# Tripartita
Tripartita je společný orgán představitelů vlády, podnikatelů a odborů. Tripartita projednává nejdůležitější předpisy, které ovlivňují podnikání a zaměstnanost. V Česku se tripartitní orgán nazývá Rada hospodářské a sociální dohody.
Tripartitní jednání se tedy vedou mezi zástupci zaměstnavatelů a zaměstnanců za účasti státu (vlády) jako reprezentanta celospolečenského zájmu
Principy kolektivního a tripartitního systému jsou zakotveny v právním systému naprosté většiny zemí. Vývoj tripartitního systému je spojen s činností Mezinárodní organizace práce, která od samého počátku fungovala na tripartitním principu. Je tvořena z delegátů vlád, delegátů zaměstnanců a delegátů zaměstnavatelů. Každý rok zasedá vrcholný orgán – Mezinárodní konference práce, jehož vrcholový orgán představuje Správní rada.
Institucionální vývoj tripartity v řadě evropských zemí započal již mezi světovými válkami. V Česku nebyl po druhé světové válce z politických důvodů umožněn. Tento proces byl možný teprve po změně politického a ekonomického systému v roce 1989.
V roce 1990 byla postupně vydávána řada zákonů, které měnily postavení odborů a participaci zaměstnanců na řízení organizace. Odbory ztratily řadu rozhodovacích pravomocí, které mohly uplatnit v minulém režimu. Změnu legislativy a různé deregulace provázela jednání o vytvoření systému sociálního partnerství a kolektivního vyjednávání.